# Manuel Bellido Alba
Manuel Bellido Alba (Castellón de la Plana, 1859-1920) fue un periodista y político español carlista.

## Biografía
Cursó con las mejores calificaciones el bachillerato en Castellón y la carrera de Derecho en la Universidad de Valencia.
A los 19 años ya era abogado y se instaló en Villarreal, formando parte del bufete del jurisconsulto y antiguo gobernador José Mas y Salvador. Con 22 años comenzó a ejercer independientemente en Villarreal, hasta que los 25 años, en que regresó a Castellón, donde tuvo uno de los bufetes más prestigiosos, y consiguió adquirir una gran posición económica. Fue juez municipal de Castellón y ejerció durante muchos años en el Juzgado de primera instancia, actuando muchas veces de magistrado suplente. En la etapa final de su vida fue decano del Colegio de Abogados de Castellón.
Manuel Bellido participó asimismo en la política local. Fue elegido concejal del Ayuntamiento de Castellón en dos ocasiones y, debido a sus campañas al consistorio,  hubo momentos en que llegaría a las manos con el jefe de los republicanos, Fernando Gasset Lacasaña.
En su vida político-social, toda la tarea de Manuel Bellido giró en torno al catolicismo y el tradicionalismo. Fue gran amigo de Marcelino Menéndez Pelayo, con quien participó en numerosos actos católicos. Fue jefe provincial de la Comunión Tradicionalista con Carlos VII y Jaime III. Tras la división que produjo la separación del jaimismo de Juan Vázquez de Mella en 1919, Bellido procuró reunir las fuerzas católico-monárquicas dispersas y consiguió establecer una organización conjunta para la política provincial.
Fundó y dirigió el periódico El Pueblo Español, y colaboró en otros muchos; entre ellos, El Correo Español, La Plana Católica, El Maestrazgo, Cruz y Diario de Valencia.
Manuel Bellido, que tenía una devoción muy especial al Sagrado Corazón de Jesús, fue quién inició en Castellón la colocación en las fachadas de las casas de esta sagrada imagen, y cuando una multitud violenta arrancó la placa de su casa, Bellido, empuñando un revólver, se enfrentó solo a ellos, consiguiendo recuperarla, y con una escalera de mano la volvió a colocar.
El papa León XIII premió sus campañas a favor de los principios católicos con la condecoración Pro Ecclesia et Pontífice.
Su entierro en Castellón resultó una imponente manifestación de duelo. Tras el clero, con cruz alzada, iba el féretro, conducido en brazos, y del que pendían cintas que eran llevadas por los diputados provinciales Manuel Mingarro y Miguel Llansola y los concejales Fabregot y Calduch Gonzalbo. Ocuparon la presidencia el alcalde Pitarch, el presidente de la Audiencia Eusebio Font, el decano del Colegio de Abogados y presidente de la Diputación Fernando Gasset, el diputado en Cortes Jaime Chicharro y otras personalidades.